# МГЭС Сичево
МГЭС (малая гидроэлектростанция) Сичево (серб. Мала хидроелектрана „Сићево“)  — малая гидроэлектростанция в Сербии, стоящая на реке Нишава, около села Сичево, в ущелье Сичево. Работает с 1931 года.

## Географическое положение
МГЭС находится на левом берегу реки Нишава около села Сичево, в центральной части ущелья Сичево (протяжённости 17 км), на магистральной железной и автомобильной дороге, соединяющей Европу и Малую Азию. Станция находится в 6 км ниже по течению от МГЭС Света-Петка, на высоте 260 м над уровнем моря.
Станция находится в 16 км к юго-востоку от Ниша на автомагистрали Ниш — София — Стамбул. Около неё проходит дорога к женскому монастырю Введения во храм Пресвятой Богородицы: прежде во времена османского владычества здесь собирались многие христиане, спасавшиеся от религиозных гонений.

## Строительство

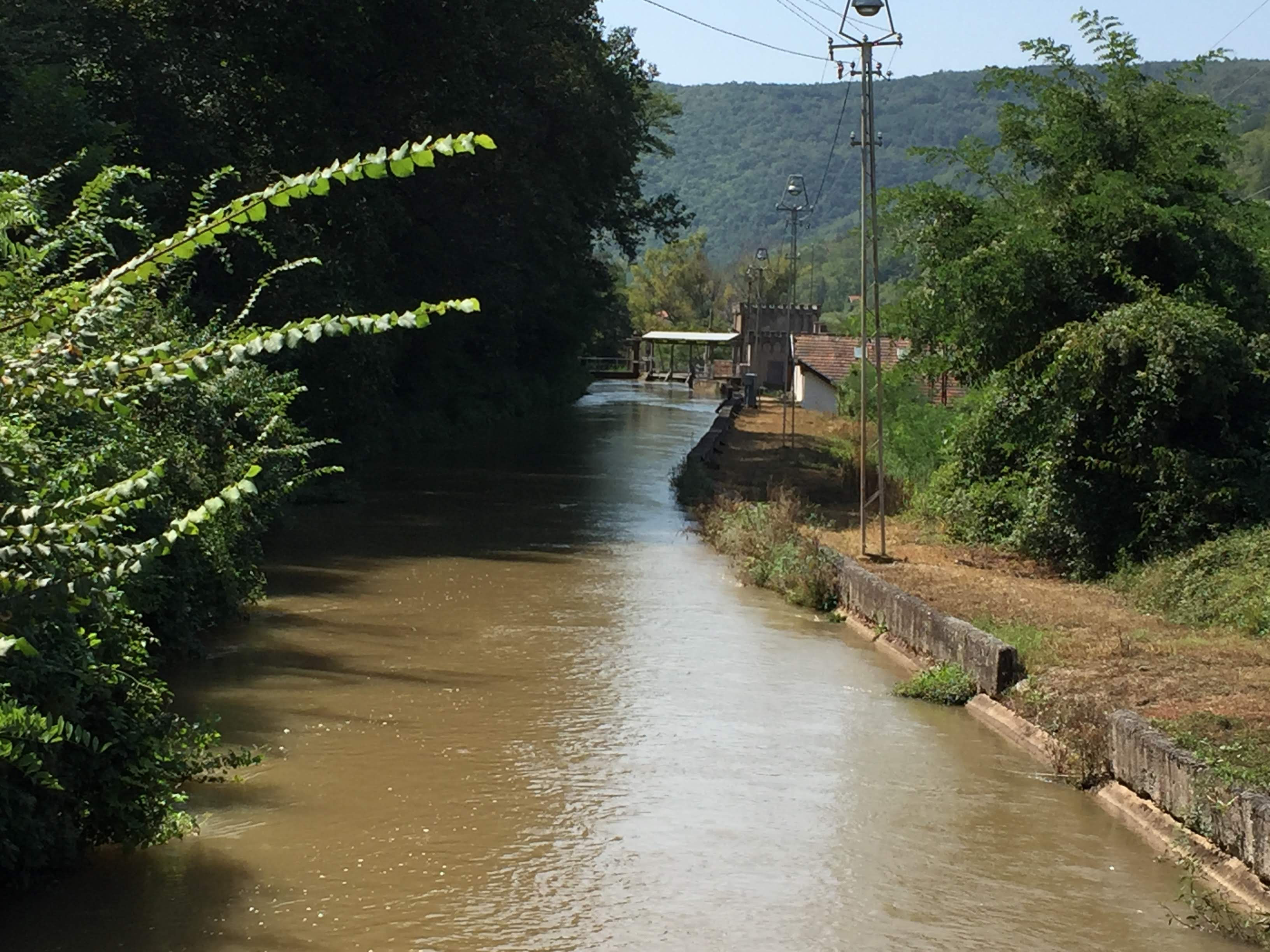
Канал для водоотвода

Электрификация Ниша началась сразу же после освобождения города и земель от османского владычества. В 1908 году была построена первая МГЭС (малая гидроэлектростанция Света-Петка), которая вырабатывала необходимое для уличного освещения Ниша электричество. Однако поскольку МГЭС Света-Петка не обеспечивала в должной мере электроснабжением город Ниш и его окрестности, было принято решение возвести ещё одну электростанцию.
После Первой мировой войны Ниш получил большую сумму за счёт военных репараций, которая пошла на строительство новой малой ГЭС. С мая 1921 года подготовительными работами заведовал венский инженер Деклер, который получил задание изучить местность и собрать необходимые данные, на основе которых фирма Siemens-Schuckertwerke, с которой был заключён договор, должна была подготовить соответствующие проекты строительства.
Строительством сооружений должен был руководить предприниматель Милан Милькович из Заечара. После всех предваряющих процедур работы начались 8 октября 1928 года: предполагалось, что их удастся закончить к лету 1929 года, однако из-за сильных штормов и наводнений возведённые здания были смыты, и в итоге строительство удалось завершить только к 1931 году — с опозданием на два года. С момента закупки проектной документации и соответствующего оборудования до окончания строительства прошло чуть больше 9 лет.

## Описание
Плотина на реке Нишава находится в 2 км от машинного отделения электростанции, в котором находятся три генератора. Совокупная мощность МГЭС Сичево составляет 1,3 МВт. Ежегодная выработка станции превышает 4 МВт⋅ч, чего хватает для обеспечения электричеством 300 домохозяйств.
МГЭС Сичево работает с 1931 года без каких-либо перерывов и ни разу не закрывалась на реконструкцию, в отличие от МГЭС Света-Петка. Экологическая ситуация остаётся в норме с момента ввода станции в эексплуатацию.

## Текущий статус
Правительство Сербии включило МГЭС Вучье, начавшую работу в 1903 году, и МГЭС Сичево в список памятников культуры, фактически поместив их под государственную охрану. В 2023 году в газете «Службени гласник РС» было официально опубликовано положение о включении МГЭС Сичево в список памятников культуры.